# Dolores Montijano
Dolores Serrano Ruiz, más conocida como Dolores Montijano en la escena artística (Alcalá la Real, 1934 -Granada, 2024) fue una pintora y grabadora española. Cursó estudios en Granada y Sevilla.
En su obra prima la pintura y el grabado, desarrollando un estilo que avanza entre el arte figurativo y el abstracto, con composiciones en las que el color y la forma destacan sobre el dibujo y en las que incorpora materiales como el cartón y la madera para conseguir texturas y nuevas calidades expresivas.
Sus estudios en grabado comenzaron en el Fundación Rodríguez Acosta en 1973, para continuar después con profesores de Italia. 
Cuenta con más de 20 obras en museos y entidades sociales en distintos países, entre los que cabe destacar: Museo Español de Arte Contemporáneo, Madrid; Museo Ermitage, San Petersburgo. Rusia; Galería de Arte Moderno de Santo Domingo, República Dominicana; Museo de Grabado Contemporáneo Español, Marbella (Málaga); Museo de Jaén...
Ha recibido numerosos premios entre los que destacan: La Primera Medalla Internacional de Grabado y Sistema de Estampación, Madrid; Medalla al Mérito de las BB.AA, Concedida por la Real Academia de Bellas Artes. Nuestra Señora de las Angustias de Granada; Premio Hércules a la Cultura de Alcalá la Real (Jaén); Premio Granadinas por la Libertad...